# (12002) Suess
(12002) Suess  es un asteroide perteneciente al cinturón de asteroides, descubierto el 19 de marzo de 1996 por Petr Pravec y Lenka Šarounová desde el Observatorio de Ondřejov, en la República Checa.

## Designación y nombre
Suess se designó inicialmente como 1996 FR1.
Más adelante fue nombrado en honor al geólogo austríaco  Eduard Suess (1867-1941).

## Características orbitales
Suess orbita a una distancia media del Sol de 3,0205 ua, pudiendo acercarse hasta 2,6933 ua y alejarse hasta 3,3477 ua. Tiene una excentricidad de 0,1083 y una inclinación orbital de 9,4289° grados. Emplea en completar una órbita alrededor del Sol 1917 días.

## Características físicas
Su magnitud absoluta es 13,6. Tiene 6,309 km de diámetro. Su albedo se estima en 0,177.